# Сторожук, Анатолий Васильевич
Сторожук Анатолий Васильевич (25 января 1944, Шевченко, Днепропетровская область — 31 декабря 2021, Кривой Рог, Днепропетровская область) — советский металлург, старший оператор прокатного стана комбината «Криворожсталь» Днепропетровской области. Герой Социалистического Труда (1984).

## Биография
Родился 25 января 1944 года в селе Шевченко Апостоловского района Днепропетровской области.
В 1950 году вместе с семьёй переехал в Кривой Рог. В 1961 году в Кривом Роге окончил среднюю школу № 13. В 1961—1962 годах работал в тресте «Криворожжилстрой» учеником слесаря, затем слесарем. В 1962—1963 годах — слесарь в домостроительном комбинате. В 1963 году был призван в армию, служил механиком-водителем среднего танка группы советских войск в ГДР. В 1966 году уволен в запас, вернулся в Кривой Рог, где устроился работать электрослесарем в Криворожское трамвайно-троллейбусное управление.
С 1967 года на заводе «Криворожсталь» — начал работать слесарем по ремонту оборудования цеха «Блюминг-2» прокатного производства. В 1968 году переведён оператором поста управления прокатного стана 1300. В 1967—1970 годах учился на заочном отделении в Криворожском металлургическом техникуме. С 1971 года — старший оператор поста управления прокатного стана 1300.
Указом Президиума Верховного Совета СССР от 31 октября 1984 года Сторожуку Анатолию Васильевичу присвоено звание Героя Социалистического Труда с вручением ордена Ленина и Золотой медали «Серп и Молот».
Продолжил работать старшим оператором поста управления прокатного стана. С 1991 года — старший сменный мастер (начальник смены) стана 1300.
В 1995 году вышел на пенсию. Жил в городе Кривой Рог.
Возглавляемая Сторожуком бригада и смена неоднократно устанавливала рекорды производительности прокатки металла, часть из которых не побита до сих пор. Член совета наставников комбината «АрселорМиттал Кривой Рог», наставник молодёжи. Избирался председателем трудового коллектива предприятия.
Член Криворожского районного, Криворожского городского и Днепропетровского областного советов ветеранов. Депутат Криворожского городского совета (1979—1995).
Член КПСС с 1972 года. Избирался делегатом ХХVI—XXVIII съездов КПСС, ХІХ Всесоюзной партийной конференции. Член Центральной ревизионной комиссии КПСС (1986—1990), член ЦК КПСС (1990—1991).
Умер 31 декабря 2021 года в городе Кривой Рог после болезни. Похоронен 3 января 2022 года на Центральном кладбище Кривого Рога.

## Награды
- Орден Трудового Красного Знамени (1974);
- Заслуженный металлург УССР (1979);
- Орден Октябрьской Революции (1981);
- Медаль «Серп и Молот» (31.10.1984);
- Орден Ленина (31.10.1984);
- Почётный металлург СССР;
- Почётная грамота ЦК ВЛКСМ;
- Юбилейная медаль «20 лет независимости Украины» (19 августа 2011)[7];
- Знак «За заслуги перед городом» (Кривой Рог) 1-й степени (08.05.2013)[8];
- Почётный гражданин Кривого Рога (26 мая 2021)[9];
- Лучший прокатчик Кривбасса[10].

## Память
- Имя на Стеле Героев в Кривом Роге;
- Имя в книге Трудовой Славы Днепропетровщины[10].